# Ophiocordyceps sphecocephala
Ophiocordyceps sphecocephala es una especie de hongo parásito. Es entomopatógeno, es decir, crece dentro de insectos, particularmente avispas de los géneros Polistes, Tachytes y Vespa. Se ha reportado su existencia en todo el continente americano y China. 
Se sugiere que este hongo posee posibles propiedades terapéuticas, tales como propiedades antiasmáticas o anticancerígenas. Este ingrediente es bastante inusual y altamente valorado en la medicina tradicional china, pudiendo alcanzar precios que llegan a los cientos de dólares. 

## Descripción
Físicamente, los estromas pueden tener longitudes que oscilan entre 2 y 10 cm, formando una cabeza con una figura similar a la de un huevo y presentando tonos de color crema o amarillo.
Una vez que el hongo ha colonizado completamente al insecto, este busca el punto más alto posible y, finalmente, emerge del cuerpo del insecto.